# Trechodes
Trechodes is een geslacht van kevers uit de familie van de loopkevers (Carabidae). De wetenschappelijke naam van het geslacht is voor het eerst geldig gepubliceerd in 1901 door Blackburn.

## Soorten
Het geslacht Trechodes omvat de volgende soorten:
- Trechodes alluaudi Jeannel, 1926
- Trechodes babaulti Jeannel, 1926
- Trechodes bakeri Jeannel, 1926
- Trechodes bipartitus (W.J.Macleay, 1871)
- Trechodes bitinctus (Sloane, 1923)
- Trechodes cauliops (Bates, 1892)
- Trechodes crypticus Moore, 1972
- Trechodes daffneri Casale, 1986
- Trechodes jeanneli Mateu, 1958
- Trechodes katanganus Basilewsky, 1958
- Trechodes kenyensis Jeannel, 1926
- Trechodes kilimanus Jeannel, 1926
- Trechodes laophilus Deuve, 2002
- Trechodes lebioderus (Chaudoir, 1876)
- Trechodes leclerci Deuve, 1987
- Trechodes leleupi Basilewsky, 1950
- Trechodes lepesmei Villiers, 1940
- Trechodes lucanerii Magrini, Sciaky & Bastianini, 2005
- Trechodes lustrans Moore, 1972
- Trechodes marshalli Jeannel, 1926
- Trechodes palawanensis Deuve, 2001
- Trechodes satoi Ueno, 1991
- Trechodes secalioides (Blackburn, 1891)
- Trechodes sicardi Alluaud, 1932
- Trechodes vadoni Jeannel, 1946